# Rubi Dalma
Rubi Dalma (24 de abril de 1906 - 7 de agosto de 1994) fue una actriz italiana.

## Carrera
Dalma nació en Milán, en el seno de una familia aristocrática. Después de realizar una pequeña aparición en la película de Camillo Mastrocinque Regina della Scala, en la que básicamente se interpretó a sí misma, Rubi decidió iniciar una carrera como actriz bajo el nombre de Rubi Dalma. Consiguió el reconocimiento por su actuación en la película de Mario Camerini Il signor Max. Desde entonces la actriz inició una fructífera carrera en el cine. Después de la guerra empezó a realizar papeles protagónicos, aunque empezó a abandonar la industria del cine de manera gradual.

## Filmografía seleccionada
- Il signor Max (1937)
- Uragano ai tropici (1939)
- Rosas escarlata (1940)
- Antonio Meucci (1940)
- A Pistol Shot (1942)
- Odessa in Flames (1942)
- C'è sempre un ma! (1942)
- Daniele Cortis (1947)
- Cielo sobre el pantano (Cielo sulla palude), de Augusto Genina (1949)
- Crónica de un amor (1950)
- Eager to Live (1953)